# شمعي المنقار السبخي
شمعي المنقار السبخي (الاسم العلمي: Estrilda paludicola) (بالإنجليزية: Fawn-breasted Waxbill)‏ هو نوع من الطيور يتبع جنس الشمعي المنقار من فصيلة شمعية المنقار.